# Júnior Díaz
Júnior Enrique Díaz Campbell, mais conhecido como Júnior Díaz (San José, 12 de setembro de 1983), é um futebolista costa-riquenho que atua como lateral-esquerdo. Atualmente, joga pelo Darmstadt 98.

## Carreira
Diaz representou a Seleção Costarriquenha de Futebol nas Olimpíadas de 2004.